# میشائیل مورگان
ماری چارمز میشائل مورگان (متولد ۱۵ ژوئیه ۱۹۸۶) معروف به میشائل مورگان یک بازیگر کانادایی-ترینیدادایی است.
او اولین بازیگر سیاهپوستی بود که در سال ۲۰۲۲ برنده جایزه امی روز برای بهترین بازیگر نقش اول زن در یک سریال درام شد. او برای ایفای نقش آماندا سینکلر برنده این جایزه شد.
ماری-چارمز میشائل مورگان در سن فرناندو، ترینیداد و توباگو، در ۱۵ ژوئیه ۱۹۸۶ به دنیا آمد مورگان دختر مایکل و شارون (لی) مورگان است. او یک خواهر بزرگتر به نام ماگریس و یک خواهر کوچکتر به نام مونیک دارد. وقتی مورگان پنج ساله بود، والدینش به نیویورک نقل مکان کردند، جایی که میشائل کار پیدا کرد. آنها دوباره به تورنتو، انتاریو، کانادا نقل مکان کردند و در میسیساگا ساکن شدند. مورگان در دانشگاه یورک در تورنتو تحصیل کرد و بعداً کار خود را در تلویزیون آغاز کرد.
مورگان در می ۲۰۱۲ با نوید علی ازدواج کرد مورگان اولین فرزند خود، یک پسر، را در سال ۲۰۱۵ به دنیا آورد در ۱۹ ژوئیه ۲۰۱۵، کریستل خلیل میزبان حمام نوزاد او بود. این زوج یک دختر نیز دارند که در سال ۲۰۱۸ به دنیا آمده‌است